# Circuitul Adelaide
Circuitul Adelaide este un circuit stradal de curse auto din orașul Adelaide din Australia unde a avut loc între 1985 și 1995 Marele Premiu al Australiei la Formula 1.